# インフルエンザ
インフルエンザ（イタリア語: influenza、ラテン語: influentia）とは、インフルエンザウイルス急性感染症。上気道炎症状・気道感染症状、呼吸器疾患などを呈する。流行性感冒（りゅうこうせいかんぼう）、略して流感（りゅうかん）とも呼ばれる。日本語ではインフル、英語ではfluと略されることも多い。
病原となるインフルエンザウイルスにはA型・B型・C型・D型の4種類があり、そのうちA型・B型は季節性インフルエンザの病原ウイルスである。季節性インフルエンザは全ての年齢層に対して感染し、世界中で繰り返し流行している。日本などの温帯では、冬季に毎年のように流行する。通常、11月下旬から12月上旬頃に最初の発生、12月下旬に小ピークを迎える。学校が冬休みの間は小康状態で、翌年の1-3月頃にその数が増加しピークを迎えて4-5月には流行は収まるパターンであるが、冬季だけに流行する感染症では無く夏期にも流行することがある。A型は平均相対湿度50%以下になると流行しやすくなると報告されている。
全世界では毎年300万人から500万人が重症化し、呼吸器症状により29万人から65万人の死者を出している。先進国における死者は65歳以上の年齢層が最も多い。2009年に豚由来インフルエンザであるインフルエンザウイルスA(H1N1)pdm09が世界的に流行した当初は、世界平均で1957年のアジアかぜ(0.5%)と類似する死亡率であり、WHOが発表した2009年7月6日時点での推定死亡率は0.45%で、通常の季節性インフルエンザの0.1%よりも高い死亡率とされていたが、実際にはその推定値の10分の1以下であった。
感染経路は咳やくしゃみなどによる飛沫感染が主といわれている。抗インフルエンザウイルス薬として既存のウイルス向けにタミフル、リレンザ、イナビル、ゾフルーザが、既存薬では効果の無い新興・再興ウイルス向けにアビガンなどが存在するものの、ウイルスはすぐに耐性を獲得し効果も限定的であることから、その効果も備蓄するに値するかが議論されることもある。

## 臨床像
|            | 風邪 (Cold) | インフル (Flu)         |
| ---------- | ----------- | ---------------------- |
| 発熱       | まれ        | 頻出（37-38℃）         |
| 頭痛       | まれ        | 頻出                   |
| 疼痛       | わずか      | 大部分、重度となりえる |
| 疲労・脱力 | 時々        | 大部分, 2-3週続く      |
| 極度の疲労 | なし        | 大部分                 |
| 鼻汁       | 頻出        | 時々                   |
| くしゃみ   | 頻出        | 時々                   |
| のどの痛み | 頻出        | 時々                   |

- 風邪（普通感冒）とは異なり、比較的急速に出現する悪寒、高熱、頭痛、全身倦怠感、筋肉痛を特徴とし、咽頭痛、鼻汁、鼻閉、咳、痰などの気道炎症状を伴う。腹痛、嘔吐、下痢といった胃腸症状を伴う場合もある。
- 主要な合併症として肺炎とインフルエンザ脳症がある。
- 潜伏期間は1–2日が通常であるが、最大7日までである。
- A型インフルエンザはとりわけ感染力が強く、症状も重篤になる傾向がある。
- 肺炎や上気道の細菌感染症を続発し死亡することがある。

このように、多くの場合に普通感冒と比べてインフルエンザの症状は重いが、しかしながら、インフルエンザウイルス以外の病原体によりインフルエンザ同様の症状・経過となる場合もあれば、インフルエンザウイルスが感染しても不顕性感染であったり鼻炎症状のみの場合もあり、インフルエンザウイルス感染のみを特別視するのは適切な対処に繋がらない場合がある。
合併症がハイリスクとなる人とは、
1. 65歳以上の年齢
2. 慢性呼吸器疾患（喘息やCOPD）
3. 心血管疾患（高血圧単独を除く）
4. 慢性腎、肝、血液、代謝（糖尿病など）疾患
5. 神経筋疾患（運動麻痺、痙攣、嚥下障害）
6. 免疫抑制状態（HIV感染や、薬物によるものを含む）
7. 妊婦
8. 長期療養施設の入所者
9. 著しい肥満
10. アスピリンの長期投与を受けている者
11. 担癌患者

高齢者では上気道の症状は若年層よりも低頻度となり、下気道の病変の率は高く、つまり肺炎のリスクが高くなっている。

## ウイルス学
「インフルエンザ」の病原体はRNAウイルスのインフルエンザウイルスである。以下の4種類が存在する。
- A型インフルエンザウイルス - 季節性インフルエンザ、鳥インフルエンザなど
- B型インフルエンザウイルス - 季節性インフルエンザ
- C型インフルエンザウイルス - 主に小児に感染する
- D型インフルエンザウイルス - ウシやブタなどの家畜に感染する

感染してウイルスが体内に入ってから、2日 - 3日後に発症することが多いが、潜伏期は10日間に及ぶことがある。子供は大人よりずっと感染を起こしやすい。ウイルスを排出するのは、症状が出る少し前から、感染後2週間後までの期間である。インフルエンザの伝播は、数学的なモデルを用いて近似することが可能で、ウイルスが人口集団の中に広がる様子を予測する上で役に立つ。
インフルエンザは、主に次の3つのルートで伝播する。患者の粘液が、他人の目や鼻や口から直接に入る経路、患者の咳、くしゃみ、つば吐き出しなどにより発生した飛沫を吸い込む経路、ウイルスが付着した物や、握手のような直接的な接触により、手を通じ口からウイルスが侵入する経路である。この3つのルートのうち、どれが主要であるかについては明らかではないが、いずれのルートもウイルスの拡散を引き起こすと考えられる。空気感染において、人が吸い込む飛沫の直径は0.5から5マイクロメートルであるが、たった1個の飛沫でも感染を引き起こし得る。1回のくしゃみにより40000個の飛沫が発生するが、多くの飛沫は大きいので、空気中から速やかに取り除かれる。飛沫中のウイルスが感染力を保つ期間は、湿度と紫外線強度により変化する（紫外線で殺菌される）。冬では、湿度が低く日光が弱いので、この期間は長くなる。
インフルエンザウイルスは、いわゆる細胞内寄生体なので細胞外では短時間しか存在できない。紙幣、ドアの取っ手、電灯のスイッチ、家庭のその他の物品上で短時間存在できる。物の表面においてウイルスが生存可能な期間は、条件によってかなり異なる。プラスチックや金属のように、多孔質でない硬い物の表面でかつ、RNaseが完全に除去された環境つまり人が絶対に触らない無菌室内にある多孔質でない硬い物の表面では、実験的にはウイルスは1〜2日間生存させたのが最長記録である。RNaseが完全に除去された環境つまり人が絶対に触らない乾燥した紙では、約15分間生存する。
しかし、手などの皮膚の表面には多量のRNaseが存在するため、RNAウイルスは速やかに断片化されるため皮膚での生存時間は5分間未満である。この点は細菌やスピロヘータとしばしば混同されている。
鳥インフルエンザのウイルスは、最適な細胞ごと凍結することにより、長く冷凍保存できるという論文もある。インフルエンザウイルスは、RNaseがなくても56℃、60分以上の加熱により不活化する。RNaseの存在下では常温5分未満で断片化する。またpH2未満の酸によっても数分で不活化する。

## 予防
一般的な予防方法としては、日常生活上の注意とワクチンを使用した予防接種がある。マスクの着用やうがいによってインフルエンザを予防することは、世界保健機関では推奨されておらず、十分な予防効果の科学的証拠がない。マスクは湿気を保つためと、感染者が感染を大きく広げないための手段として考えられている。理論的にはウイルスを含む飛沫がマスクの編み目に捉えられると考えられるが、十分な臨床結果を必要とする。
- 免疫力の低下は感染しやすい状態を作るため、偏らない十分な栄養や睡眠休息を十分とることが大事である[28]。これは風邪やほかのウイルス感染に関しても非常に効果が高い。
- 2010年3月にアメリカ臨床栄養ジャーナルに発表された無作為抽出、二重盲検法、プラセボ（偽薬）対照試験の結果では、冬季に毎日1,200IUのビタミンD3を摂取した生徒群は、プラセボを摂取した生徒群に比較して、42%も季節性インフルエンザに罹患する率が低かったとしている[29][30]。
- 2009年、京都府立大学の塚本康浩はダチョウ抗体がインフルエンザウイルスH5N1 と A/H1N1の感染力を中和する効果があるとする研究結果を発表した[31][32]。2015年には、この技術を応用し不織布上にダチョウ抗体を付与したフィルタは、感染力価を 99.6% 以上低減する研究結果が得られたと報告された[33]。このフィルタをマスクとして加工したものが市販されている[34]。

### うがいの否定
- 予防としてうがいが有効であると言われてきたが、厚生労働省が作成している予防啓発ポスターには「うがい」の文字はない[35][36]。また、首相官邸公式ウェブサイトや報道でも、うがいには明確な根拠や予防効果の科学的な証明はないとしている[37][38]。
  - インフルエンザウイルスは、口や喉の粘膜に付着してから、細胞内に侵入するまで20分位しかかからないので、20分毎にうがいを続けることは非現実的である。
  - ウイルスは鼻の奥で増殖するので、喉のうがいは全く意味がない。
  - 世界保健機関の風邪予防方法にも「うがい」は紹介されていない。
- 一方でイソジンなどの、ポピドンヨードによるうがいにより、有病率、欠席率から予防効果が認められたとする報告もあり、清浄化による防御機能の維持と考えられる[39]。

### 感染管理
- 感染の可能性が考えられる場所に、長時間いることを避ける必要がある。人ごみや感染者のいる場所を避ける[40][41]。予防にマスクを用いた場合は速やかに処分する。患者は直ちに個別室に隔離する[40][41]。
- 石鹸や消毒用アルコールによる手指消毒の励行や、手で目や口を触らないこと、手袋やマスクの着用といった物理的な方法で、ウイルスへの接触や体内への進入を減らす[41]。ただし、間違ったマスクの使用は、感染を拡大させる危険性が増大する[42]。
  - 新型インフルエンザに対する飛沫感染防止として、医療機関では防塵性の高い使い捨て型のN95マスクが利用されており、正しい方法で装着し顔に密着させなければ、有効な防塵性を発揮できない。2005年のアメリカ疾病予防管理センターガイドラインでは、一般的な季節性インフルエンザに対しては、外科用マスク着用で対応可能である[41][43]。
- カラオケボックスのような場所では感染が広がりやすいため[21]、換気をこまめに行う。空気清浄機でも良い。
- インフルエンザウイルスは、気温 20.5–24.0 °C の典型的な暖房室温において、相対湿度 50% 以上で急速に死滅する[44]。このため部屋の湿度 （50-60%）を保つことにより、ウイルスを追い出し、飛沫感染の確率を大幅に減らすことが可能である。しかし湿度60%以上にすると、部屋が結露してカビ繁殖の原因になるため、上げすぎないこと。
- 感染者が使用した鼻紙やマスクは水分を含ませ密封し、小まめに廃棄や洗濯をする。感染者と同じタオルを使用しない。感染者の触れた物を、エタノールや次亜塩素酸ナトリウムで消毒する。
- RNAウイルスは、太陽光や消毒薬そしてRNaseに非常に弱いため、衣類に唾液・くしゃみなどが付着したものからの感染は科学的には考えられない[24]。が、こまめに洗濯した方がよい。

### インフルエンザワクチン
WHOが年度のワクチン接種を推奨する人口
- 妊婦（全てのステージにて）
- 6ヶ月以上から5歳未満の児童
- 65歳以上の高齢者
- 慢性疾患を抱える者
- 医療従事者

インフルエンザワクチンは、不活化ワクチンである。インフルエンザ菌、特にHibワクチン（Haemophilus influenzae b型）との混同を避けるため、「インフルエンザHAワクチン」「沈降インフルエンザワクチンH5N1」と表記される。
身体の免疫機構を利用し、ウイルスを分解・精製したHA蛋白などの成分を体内に入れることで抗体を作らせ、重症化を防ぐ目的に使用される。なお、インフルエンザワクチンに限っては、ワクチンの接種を行っても個人差や流行株とワクチン株との抗原性の違いなどにより、必ずしも十分な感染抑制効果が得られない場合があり、100%の防御効果は望めない。
現行の皮下接種ワクチンは、感染予防より重症化の防止に重点が置かれた予防法であり、健康な成人でも感染防御レベルの免疫を獲得できる割合は70%弱（同時期に2度接種した場合は90%程度まで上昇）である。感染防御レベルの免疫を得られなかった者の中で発症しても、重症化しないレベルの免疫を獲得している割合は80%程度とされる。
100万接種あたり1件程度は、重篤な副作用の危険性があることなども認識しなければならない。免疫が未発達な乳幼児では、発症を予防できる程度の免疫を獲得できる割合は20-30%とされ、接種にかかる費用対効果の問題や数百万接種に1回程度は重篤な後遺症を残す場合があることを認識した上で接種を受ける必要がある。2006年のアメリカ家族医学会では「2歳以上で健康な小児」への接種を推奨している。妊婦へ、妊娠中にインフルエンザワクチンを接種すると、産後に母子双方をインフルエンザ発症から保護することが示された。
インフルエンザワクチンの接種不適当な者は、インフルエンザHAワクチン「生研」の添付文書によれば、下記の通り。
1. 明らかな発熱を呈する者
2. 重篤な急性疾患にかかっている者
3. 本剤の成分によってアナフィラキシーを呈したことがあるのが明らかな者
4. 上記に掲げる者のほか、予防接種を行うことが不適当な状態にある者

循環器、肝臓、腎疾患などの基礎疾患を有するものや痙攣を起こしたことのある者、気管支喘息患者、免疫不全患者などは接種に注意が必要な「要注意者」とされる。かつてはこれらのような患者には予防接種を「してはならない」という考え方が多かったが、現在ではこれらの患者こそインフルエンザ罹患時に重症化リスクの大きい属性であり、予防接種のメリットがリスクよりも大きいと考えられている。インフルエンザワクチンは、死滅したインフルエンザであるため、免疫不全患者に接種しても不活化ワクチンに対して感染を起こす心配はない。しかし、効果が落ちる可能性はある。

#### 弱毒性インフルエンザワクチン
点鼻ワクチンであり、針を介さないため針を好まない人に有用である。また、生ワクチンであるが故、抗体の定着も良好。適応は5歳以上、50歳未満。禁忌は、不活化ワクチンとは対照的に、慢性的な循環器・腎臓・呼吸器疾患や代謝疾患、血液疾患、易感染性、免疫疾患の者、妊娠している女性、ギラン・バレー症候群を既往に持つ者。副作用で頻繁に起こりうるのは、鼻炎や感冒症状。日本では未承認であるため、輸入ワクチン取り扱い医療機関にて申し込み、自由診療での予防接種となる。

#### ワクチン投与（接種）
投与手段は皮下注射や筋肉注射であるが、米国では鼻噴霧式のものも認可されている。
インフルエンザワクチンの予防接種には、発症をある程度抑える効果や、重症化を予防する効果があり、特に高齢者や基礎疾患のある方など、罹患すると重症化する可能性が高い方には効果が高いと考えられる。効果は、一般に2週間程度で効果が出始め、3カ月程度は効果があると考えられている。
日本におけるワクチンの接種費用は3000〜6000円程度が多い。料金は医療機関によって異なり、健康保険の法定給付の対象外である。健康保険組合や国民健康保険組合などでは保険者独自の給付として、被保険者や世帯主に対し接種費用の助成を行う場合もある。65歳以上の高齢者、60〜64歳で心臓、腎臓若しくは呼吸器の機能に障害があり、身の周りの生活を極度に制限される人、ヒト免疫不全ウイルスによる免疫の機能に障害があり日常生活がほとんど不可能な人については予防接種法上の定期接種に指定され、多くの自治体において公費助成が行われている。
2017年5月、皮膚に貼るタイプのインフルエンザワクチンを開発・人間への活用を目指すと学会で発表された。

#### ワクチン製造
日本では、インフルエンザウイルスのA型およびB型株をそれぞれ個別に発育鶏卵（鶏の受精卵）で培養し、増殖したウイルスを含む尿膜腔液をゾーナル遠心機による蔗糖密度勾配遠心法により濃縮精製後、ウイルス粒子をエーテル等により処理して分解、ホルマリンで不活化したHA画分を用い、各株ウイルスのHAが規定量含まれるよう希釈調製して製造している。2014-15シーズンまではA型2株とB型1株の3価ワクチンだったが、B型である山形系統とビクトリア系統の混合流行が続いていること、2013年WHOの推奨もあり、2015-16シーズンよりA型2株とB型2株の4価ワクチンが選定された。
鶏の受精卵を使用するワクチンの製造には6か月程度要するため、次の冬に流行するウイルス株を正確に予測し適合するワクチンを製造することは困難である。ウイルス株が変異していればその効果はいくぶん低下するが、アフィニティーマチュレーション（抗原結合能成熟）によりある程度の免疫効果が期待できる。これは弱毒性ワクチンよりも不活化ワクチンの方が効果がある。抗原型の一致・不一致にかかわらずもともと免疫のない若齢者では弱毒性ワクチンの方が有効とされている。感染歴のある成人では、交差免疫により生ワクチンウイルスが増殖する前に排除され免疫がつかないこともある。このような場合は、不活化ワクチンの方が高い効果が得られる。
1mLバイアルは、繰り返し針を刺して注射液を分取するため、保存剤（チメロサール）を添加している。0.5mLバイアルおよびシリンジ製剤は保存剤なし（チメロサールフリー）。

#### 副作用
インフルエンザワクチンは鶏卵アレルギーの患者にも接種の際に注意が必要である。そのため、一部の施設では接種自体行っていない。施設によっては、皮内テストなどを行った上で接種したり、2回に分割して接種する、アドレナリンおよび副腎皮質ステロイド製剤を準備した上で慎重な観察の下に接種するなどの工夫をして接種を行っている。
かつては日本でも学校で集団接種が行われていたが、鶏卵アレルギーの問題のため現在は任意となっている。医療従事者向けに医療機関で実施したり、小中高校・大学などで実施する場合も、個人の意志による自発的な接種と位置づけられている。2006年の報告では、インフルエンザ自体に対する集団接種の効果はある程度は認められるものの、費用対効果あるいはリスク対効果の点では不明である。

##### ギラン・バレー症候群
1976年に米国でH1N1が発生し、4300万人に予防接種を行った。約400人がギラン・バレー症候群 (GBS) となり、25人が死亡した。インフルエンザによる死亡は0のため大問題になった。1957年にも同様な現象が見られた。CDCによると通常でも毎週80-160例の新規患者が発生している。因果関係は明らかだが、予防接種を中止するほどの問題とはされていない（新型では11月末現在10例）。米国ではVAERS (Vaccine Adverse Events Reporting System) によるワクチン副反応監視が行われている。

### 抗ウイルス薬の予防目的使用
2014年のコクラン共同計画による、出版バイアスを除外した臨床試験の完全なデータに基づいた分析では、抗ウイルス薬はインフルエンザの発症を予防するが、当初の使用の理由である入院や合併症を減少させるという十分な証拠はなく、5%に嘔吐・悪心の副作用が生じ、精神医学的な副作用を1%増加させるとし、世界的な備蓄が必要なほどの恩恵があるかどうかの見直しの必要性を報告した。小児では入院、重篤な合併症、肺炎のリスクの低下はなかった。
2024年にLancetに掲載されたシステマティックレビューでは、抗インフルエンザ薬の予防投与は、重症化リスクの高い患者に対して重症化を抑制する効果はあるが、重症化リスクの低い患者に対して重症化を抑制する効果はないと報告された。オセルタミビル、ラニナミビル、バロキサビル、そしてアマンタジンは、全ての種類のインフルエンザの感染を抑制する効果があるとされた。

#### 英国のガイドライン
英国国立医療技術評価機構の2008年の診療ガイドラインでは、オセルタミビル（タミフル）とザナミビル（リレンザ）の予防利用は、特定のリスク群の項をすべて満たす場合にのみ推奨している。それ以外の場合には、季節的なインフルエンザ流行の予防に対して、オセルタミビルとザナミビルは推奨しないとしている。アマンタジンは、インフルエンザ予防に推奨しないとしている。

#### 日本でのガイドライン
日本感染症学会の提言では、病院施設、高齢者施設においてインフルエンザが発生した場合、インフルエンザワクチン接種の有無にかかわらず、同居者に対して抗インフルエンザ薬の予防的投与を行うとしている。
治療用の薬であるオセルタミビル（商品名「タミフルカプセル75」）、ザナミビル（商品名「リレンザ」）、ラニナミビル（商品名「イナビル」）は、予防用としても使用認可されている。予防薬としての処方は、日本では診療報酬の適用外であり、原則的な利用条件が個別に定められている。
インフルエンザ感染症を発症している、患者の同居家族や共同生活者（施設などの同居者）が下記のような場合には、タミフルのカプセル製剤を1日1回、予防使用することが認められている（7–10日間、継続して服用する）。健康成人と13歳未満の小児は、予防使用の対象にならない。
1. 高齢者（65歳以上）
2. 慢性呼吸器疾患患者、又は慢性心疾患患者
3. 代謝性疾患患者（糖尿病など）
4. 腎機能障害患者

リレンザの予防投与では、その対象が「原則として、インフルエンザウイルス感染症を発症している患者の同居家族、または共同生活者である次の者：
1. 高齢者（65歳以上）
2. 慢性心疾患患者
3. 代謝性疾患患者（糖尿病等）
4. 腎機能障害患者

オセルタミビル（タミフル）の健常者への予防投与によるいくつかの有害事象が、神戸市立医療センター中央市民病院呼吸器内科により報告されている274人のアンケートから、報告によれば、「最も多かった症状は「疲労」で、ほかには腹痛、下痢、食欲不振、頭痛、不眠症、発熱などであった。しかし、症状の消失は服用中止後と服用中の報告があり、服用との因果関係は明かではない」としている。

## 検査

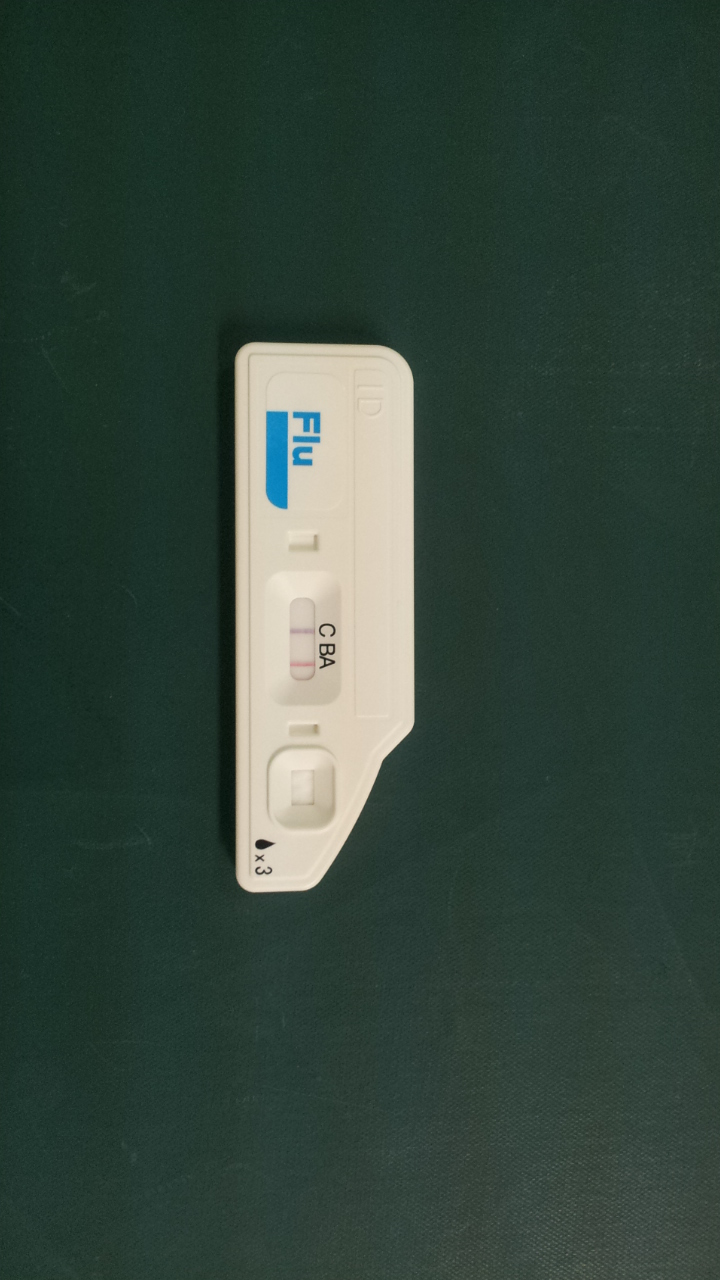
大塚薬品販売のクイックナビ・Fluによる検査。写真ではインフルエンザA型陽性。

臨床検査技師など専門家でなくても迅速に診断が可能な検査キットが2001年頃より臨床現場で使われ始め、普及している。この検査キットでは、「鼻腔吸引液」「鼻腔ぬぐい」「咽頭ぬぐい液」を用い、15–20分で判断をすることができる。A型とB型の鑑別も可能であるが、ウイルスの亜型の判別までは行えない。
NEAR法による核酸増幅検査も用いられている。

保険診療での検査実施には以下の要件を満たす必要がある。
- 発症12時間以内であり、かつ以下のいずれかに該当する場合
  - 5歳未満の幼児
  - 65歳以上の高齢者
  - 妊婦
  - 重症化リスクのある患者

オセルタミビルの投与は、発症後48時間以内が非常に有効とされるため、迅速診断は非常に重要な検査方法となっている。しかし、発症した直後ではウイルス量が少ないため陽性と判定されないことがある。Chartrand C. らの報告によれば、陽性率は62.3%とされ（感染者の約6割が検出可能）発症後18時間以内はインフルエンザに感染していてもキットで検出できない割合が高く、発症後2日目が最も陽性率が高いとされるが、発症後4-5日たつと陽性率は減少する。
つまり、検査精度の問題により陰性であってもインフルエンザでないとの証明はできず、インフルエンザが疑われる症例であっても、必ずしも迅速検査キットを用いた検査を行う必要はない。むしろ検査自体に苦痛があったり、医療者をウイルス感染させる問題があることから、重症患者や高齢者、血液疾患や糖尿病などの健康上のリスクを抱えた患者以外には、迅速診断検査を安易に行うべきではないとの専門家の意見も見られる。

### 検査機器や新しい手法の研究
2017年4月5日、東京医科歯科大学生体材料工学研究所バイオエレクトロニクス分野の合田達郎・宮原裕二、医歯学総合研究科ウイルス制御学の山岡昇司らの研究グループは、ヒトインフルエンザウイルスを選択的に捕捉する新たな導電性高分子を開発し、国際科学雑誌 （ACS Applied Materials Interfaces）オンライン版 で発表された。開発された導電性プラスチックは、その場での診断を可能にする小型化・微細化・低コスト化・省エネ化に適した電気的なセンサーの開発に繋がる。
2019年1月31日、東京大学などのチームが、インフルエンザウイルスを高感度で検出できる診断法を開発したと、イギリス科学誌電子版に発表した。従来の1万倍の感度で感染初期からウイルスの検出が可能で、早期の治療開始で重症化の防止が期待される。

## 管理
まず感染防止のため、患者を直ちに個別室に隔離する。2009年の英国国立医療技術評価機構(NICE)ならびに、2012年の日本感染症学会の診療ガイドラインでは、発症してから48時間以内といった条件を満たした場合、ノイラミニダーゼ阻害薬の投与を行う。抗生物質は効かないばかりか、薬剤耐性を生み出すので使わない。
2009年のNICEのガイドラインでは、オセルタミビル（タミフル）かザナミビル（リレンザ）が治療に選択されるとしている。一方でNICEは、アマンタジンはインフルエンザの治療に推奨していない。さらにアメリカ疾病予防管理センター (CDC) も2005年 - 2006年のインフルエンザについて、アメリカではアマンタジンとリマンタジン（日本未発売）を使用しないように勧告を行った。このシーズンに流行のインフルエンザウイルスの90%以上が、これらの薬剤に耐性を得ていることが判明したためである。
2014年、コクラン共同計画と英国医師会雑誌は共同で、出版バイアスを除外して24,000人以上からのデータを分析し、オセルタミビルとザナミビルは、当初の使用の理由である入院や合併症を減少させるという十分な証拠はなく、成人では発症時間を7日から6.3日に減少させ、小児では効果は不明であり、世界的な備蓄が必要なほどの恩恵があるかどうかの見直しの必要性を報告した。
2017年には世界保健機関の必須医薬品専門委員会は、そうした新たな証拠があるためオセルタミビルを必須医薬品から補助的な薬に格下げし、重篤な入院患者でインフルエンザウイルスの感染が疑われる場合のみの使用に制限することを推奨した。

### 抗インフルエンザ薬
インフルエンザウイルス自体に対する治療としては、抗ウイルス薬が存在する。多くの場合、発症後の早期（約48時間以内）に使用しなければ効果が無い。しかし、抗ウイルス薬により早期に症状が解消した場合、十分な免疫が得られない。
日本感染症学会のガイドラインでは、48時間を経過した患者についても、既に軽快傾向である場合を除いて、積極的投与を検討するとしている。
| 作用機序区分                                                 | 一般名 おもな商品名                               | 剤形・規格                                           | 用法・用量（予防投与を除く）                                                         | 用法・用量（予防投与を除く）                                                              |
| 作用機序区分                                                 | 一般名 おもな商品名                               | 剤形・規格                                           | 成人                                                                                 | 小児                                                                                      |
| ------------------------------------------------------------ | ------------------------------------------------- | ---------------------------------------------------- | ------------------------------------------------------------------------------------ | ----------------------------------------------------------------------------------------- |
| M2蛋白阻害薬                                                 | アマンタジン塩酸塩 （シンメトレル）               | 細粒：10% 錠：50mg, 100mg                            | 1日 100mg 1-2分服                                                                    | 投与しない                                                                                |
| ノイラミニダーゼ阻害薬                                       | オセルタミビルリン酸塩 （タミフル）               | カプセル：75mg ドライシロップ：3%                    | 1回 75mg 1日2回（5日間）                                                             | 幼小児：1回 2mg/kg1日2回（5日間） 新生児・乳児：1回 3mg/kg1日2回（5日間）                 |
| ノイラミニダーゼ阻害薬                                       | ザナミビル水和物 （リレンザ）                     | 吸入：5mg/ブリスター （4ブリスター/枚）              | 1回10mg, 1日2回（5日間）                                                             | 1回10mg, 1日2回（5日間）                                                                  |
| ノイラミニダーゼ阻害薬                                       | ラニナミビルオクタン酸エステル水和物 （イナビル） | 吸入粉末：20mg                                       | 40mg, 単回投与                                                                       | 20mg（10歳未満） 40mg（10歳以上）                                                         |
| ノイラミニダーゼ阻害薬                                       | ペラミビル水和物（ラピアクタ）                    | 点滴静注液：バイアル ：150mg/15mLバッグ ：300mg/60mL | 300mg, 単回投与 重症化の危険性：1日1回 600mg, 連日投与いずれも15分以上かけて点滴静注 | 10mg/kg, 単回投与症状に応じて連日反復投与可。 最高 600mg/回いずれも15分以上かけて点滴静注 |
| RNAポリメラーゼ阻害薬                                        | ファビピラビル（アビガン）                        | 錠：200mg                                            | 1日目は1回 1,600mg, 2日目～5日目は1回 600mg, 1日2回5日間                             | 投与しない                                                                                |
| キャップ依存性エンドヌクレアーゼ阻害薬                       | バロキサビル マルボキシル（ゾフルーザ）           | 錠：10mg, 20mg                                       | 成人及び小児（12歳以上）：40mg, 80mg（80kg以上）単回投与                             | 12歳未満：40mg（40kg以上），20mg（20-40kg未満）, 10mg（10-20kg未満）単回投与              |
| ※ 北村正樹(2018)「抗インフルエンザウイルス薬」より引用し改変 |                                                   |                                                      |                                                                                      |                                                                                           |

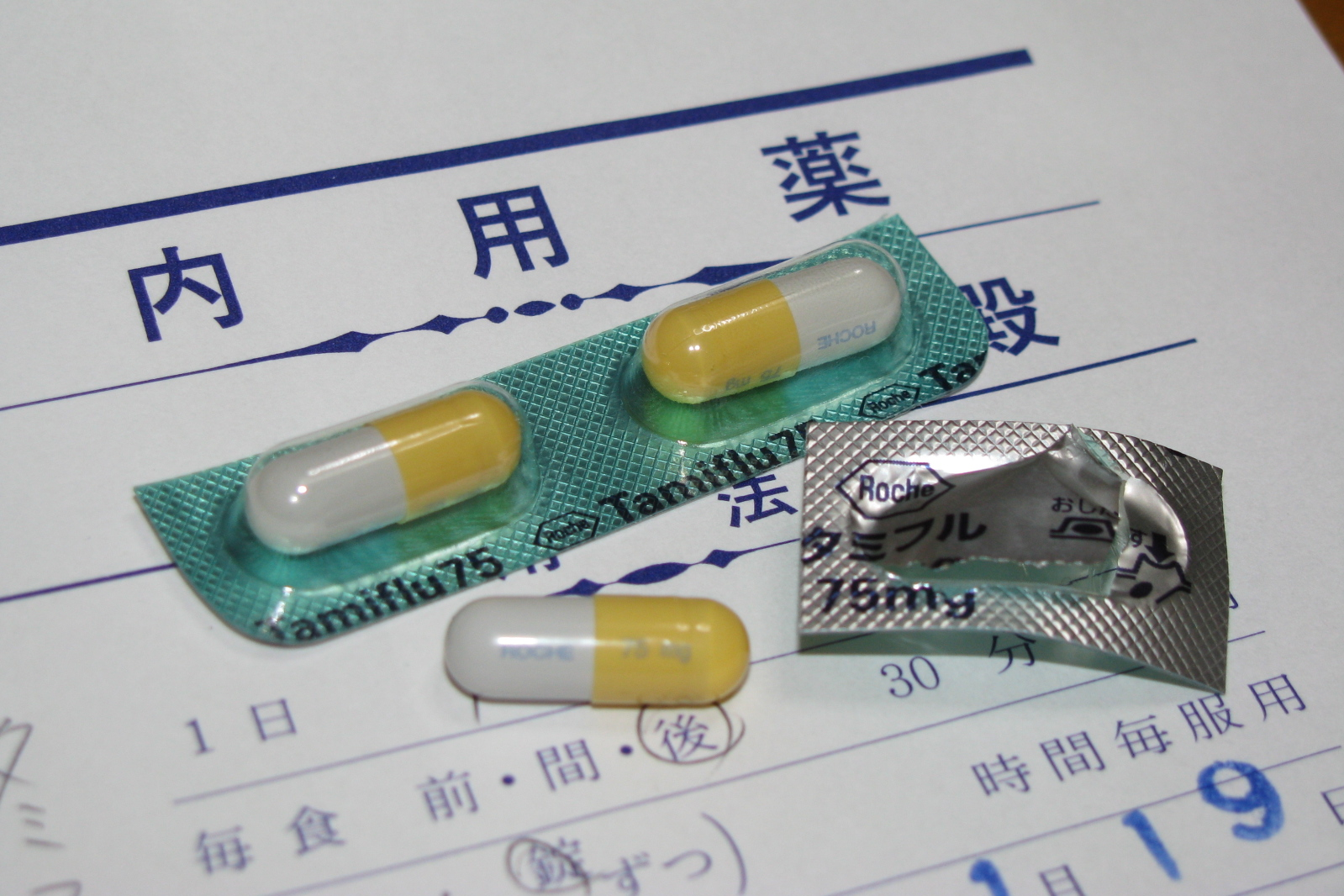
抗インフルエンザ薬「タミフル」

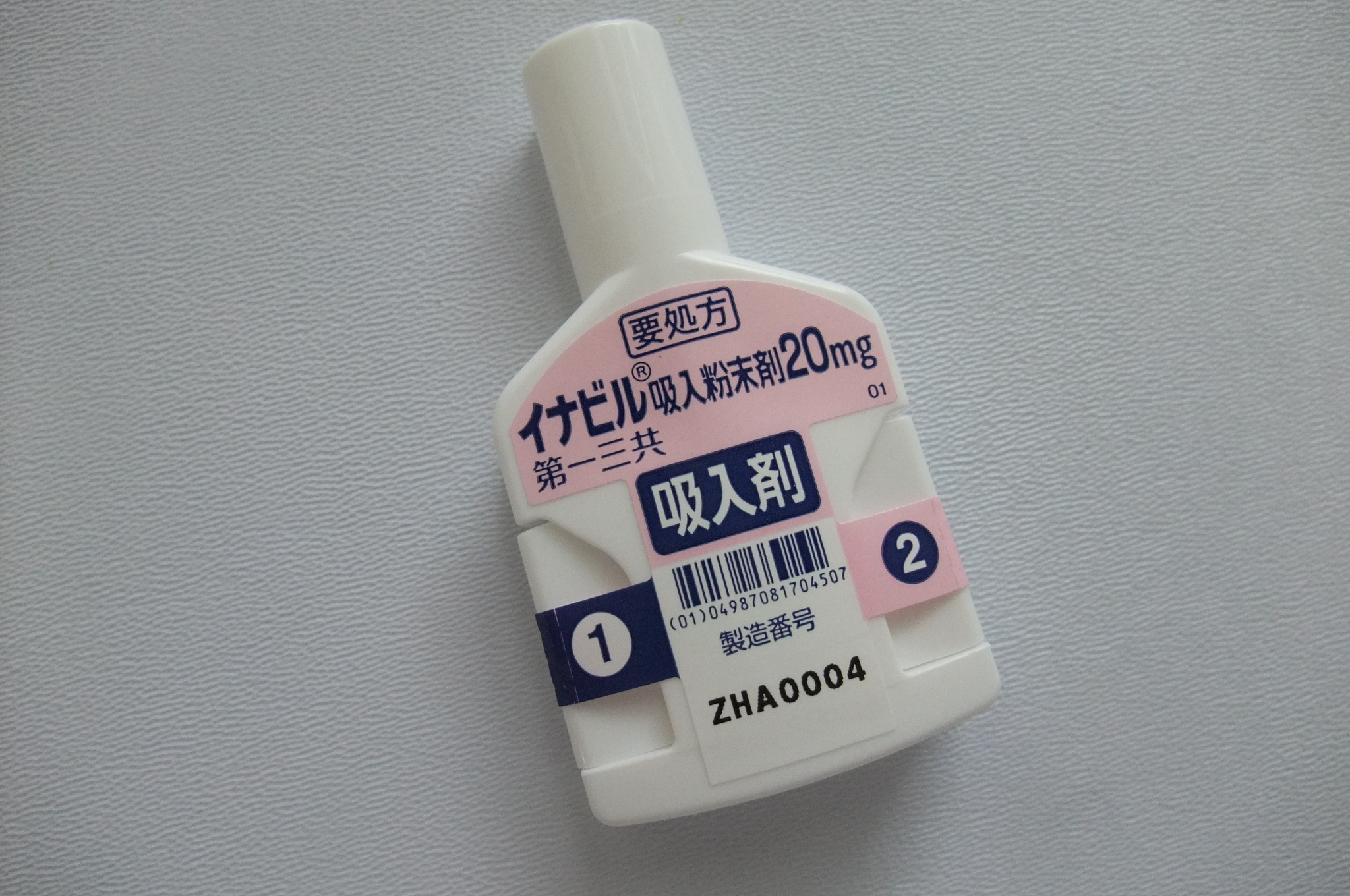
抗インフルエンザ薬「イナビル」

- NA（ノイラミターゼ）阻害剤：A型、B型双方に有効。ウイルスそのものの増殖を抑えるのではなく、増殖したウイルスが細胞内から出られなくする。
  - ザナミビル（リレンザ）：吸入薬（グラクソ・スミスクライン）
  - オセルタミビル（タミフル）：経口薬（ロシュ/中外製薬）
  - ペラミビル（ラピアクタ）：注射薬（バイオクリスト開発、日本では塩野義製薬がライセンス生産）
  - ラニナミビル（イナビル）：吸入薬（第一三共）
- M2プロトンチャネル阻害薬：A型のみに有効。
  - アマンタジン（シンメトレル）：経口薬。ウイルスの細胞への侵入・脱殻に関与するプロトンチャネルであるM2タンパク質の作用を特異的に阻害する。1964年にA型インフルエンザに効果があることが発見された。日本では当初パーキンソン病の治療薬として承認され、1998年にインフルエンザに対しても承認。現在は、ジェネリック医薬品もあり価格が安かったが、2005年の鳥インフルエンザの際に、中国で政府が大量に配布したアマンタジンを“予防として”鶏の餌に混ぜる行為が行われた結果、耐性ウイルスが発生し、インフルエンザ治療薬としては選択肢に加えることができない状況にある[74]。
  - リマンタジン：アマンタジンのα-メチル誘導体。日本では認可・発売されていない。
- RNAポリメラーゼ阻害薬：A型、B型双方に有効。
  - ファビピラビル（英文：Favipiravir）（アビガン）（富山化学工業）：経口薬。RNAポリメラーゼの阻害によりウイルスの遺伝子複製時に作用を示し、その増殖を防ぐ。高病原性トリインフルエンザウイルスH5N1型を含む広範囲なインフルエンザウイルスに有効であり、ノロウイルスなどの他のRNAウイルスに対する有効性も示唆されている[75]。

- エンドヌクレアーゼ阻害薬：A型、B型双方に有効。ウイルスの増殖に必要なエンドヌクレアーゼを特異的に阻害することで、ウイルスを増殖できなくする。
  - バロキサビルマルボキシル（ゾフルーザ）：経口薬（ロシュ/塩野義製薬）

アマンタジン耐性インフルエンザウイルスや、ザナミビル（オセルタミビル）耐性インフルエンザウイルスの出現も既に報告され、アマンタジン耐性は、主に連続変異によってM2タンパク質の構造が変化することによるとされる。また、ザナミビルとオセルタミビルに薬剤耐性を持つウイルスの出現も、すでに報告されている。
こちらの薬剤耐性機構については、まだよく分かってはいないが、ヘマグルチニンが変異して細胞との結合力が低下して、ノイラミニダーゼの働きが弱くても、細胞からの放出が行われることによって、耐性を獲得する場合があることが報告されている。このような薬剤耐性ウイルスの出現に対抗するため、新薬開発の取り組みも継続されている。
2002年冬、インフルエンザが非常に流行したため、抗インフルエンザ薬が不足する問題が起こったことがある。

2024年冬～2025年シーズンの流行に対応できず、沢井製薬は在庫が消尽し、一部の製品の供給を停止した。

### 漢方薬
一部の医師は、オセルタミビル等の抗インフルエンザ薬に対する治療効果に対し疑問を持ち、漢方薬を使用した治療を研究している。
以下の通り一部の漢方薬には、日本においてインフルエンザ（あるいは流感）の適用を承認されているものがある。同名処方であっても薬事法に基づく製造販売承認上の効能・効果の承認内容が異なる場合がある（2008年10月現在）。
- 麻黄湯 - 「悪寒、発熱、頭痛、腰痛、自然に汗の出ないものの次の諸症：感冒、インフルエンザ（初期のもの）…」との効能・効果の承認がある[81]。また、抗ウイルス薬のタミフルと同じ程度の症状軽減効果があるという報告がある[79]が、患者が気管支ぜんそくなどの基礎疾患を有していると差違が生じるとの報告もある[78]。
- 竹筎温胆湯 - 「インフルエンザ、風邪、肺炎などの回復期に熱が長びいたり、平熱になっても気分がさっぱりせず、せきや痰が多くて安眠が出来ないもの」との効能・効果の承認がある[82]。
- 柴胡桂枝湯 - 「発熱汗出て、悪寒し、身体痛み、頭痛、はきけのあるものの次の諸症：感冒・流感・肺炎・肺結核などの熱性疾患…」との効能・効果の承認がある[83]。

一般用医薬品（OTC）や漢方専門医・薬局の処方（自由診療）により、のどの痛みや渇きに効果があるとして用いられる処方もある。
- 銀翹散[84]、天津感冒片 - 効能・効果 に「かぜによるのどの痛み・口（のど）の渇き・せき・頭痛」と記載がある[85][86]。

### 一般療法と対症療法
患者の体力を温存し軽症で済ませるために、一般療法（安静等）と対症療法が重要である。
- 暖かい場所で安静にして睡眠をよく取り、水分を十分に摂って生体の防御機能を高める[87]。
- 回復期にも空気の乾燥に気をつける。特に体を冷やさないこと、マスクを着用する方法で、喉の湿度を保つことが重要である[87]。
- 外出はやめる。うつす/うつされる機会をなるべく減らすことが大切である。
- インフルエンザウイルスは熱に弱いので、微熱はあえてとる必要はない。熱が高く脱水、消耗の危惧がある場合には医師が適宜、解熱剤を使用する[87]。
- 食事が摂取できないなどの場合は、輸液が必要となる。
- 解熱に使用できる薬剤は、小児ではアセトアミノフェン（商品名：アンヒバ坐剤、カロナール、タイレノール）に限られる。ジクロフェナクナトリウム（商品名：ボルタレンなど）やメフェナム酸（商品名：ポンタールなど）、イブプロフェン、アスピリンなどの非ステロイド性抗炎症薬 (NSAIDs) を、15歳未満の小児に使用するとライ症候群を含むインフルエンザ脳症の併発を引き起こす可能性が指摘されているため、原則使用が禁止されている[88]。
  - そのため、小児のインフルエンザ治療においてはNSAIDsは使用せず、よほど高熱の時のみ、アセトアミノフェンを少量使用するのが現在では一般的である。市販の総合感冒薬は効果がなく、むしろ前述のNSAIDsを含むこともあり、避けるべきである。

## 予後
重い合併症を起こさず経過する場合は、一週間ほどで軽快するが、咳やだるさがしばらく続くこともある。咳が一ヶ月以上続く場合は再度受診すべきである。
感染者が他人へインフルエンザウイルスを伝播させる時期は、発症の前日から症状が軽快してのち、およそ2日後までである。症状が軽快してから2日経つまでは、通勤や通学は控えるべきである。
合併症の代表は肺炎であるが、ほかにも神経合併症などがある。

### 肺炎
合併症では肺炎が社会的にも最も重大である。肺炎合併率は、1970年台から1980年台の日本の調査で、小児で数%、高齢者で25%程度という結果があるが、調査方法による母集団の選び方や生活環境・治療方法の変化など、数値の変動要因は多いので注意が必要である。多くは細菌の二次感染による。高齢者では下気道粘膜が修復されるまでに、解熱後、二から三週間を要すると考えられ、保温など一般療法を継続して体に負担をかけないことが、肺炎合併症を防ぐために望まれる。
アジアかぜなどでは、発病後、急速に肺炎が進行し二から四日で死亡に至る症例があった。

### 神経合併症
肺炎以外の合併症では、神経に関するものが重要であり、代表的には以下がある。
- ライ症候群：インフルエンザ以外の呼吸器ウイルスの疾患からも発症する
- インフルエンザ脳症：年間数百例、うち二から三割が死亡に至ると推計される
- ADEM・小脳失調 : 予後は良好
- 精神症状 : 発熱や脱水によると考えられる
- 嗜眠性脳炎 : 1918年のスペイン風邪のあとに流行したが、インフルエンザとの関連は不明のまま
- パーキンソニズム
- ギラン・バレー症候群
- 上腕の疼痛と筋萎縮
- 筋疾患の劇症化するケース[98]

### 心合併症
心筋炎、心膜炎などの心合併症の重要性が注目されつつある。

## 疫学

インフルエンザの季節的な流行。
青は11-4月、赤は4-11月、黄色は一年中

インフルエンザの有病率は冬にピークを迎える。北半球と南半球では冬の時期が異なるため、年に二回シーズンが存在することになる。
冬に流行する理由は、気温が下がると空気がより乾燥するため、粒子が脱水され軽くなることで、より長時間空中に浮遊し続けることが可能となるからとされる。またウイルスは表面が低温であるとより長く生存することができ、飛沫感染に最適なのは5度以下の低温で相対湿度が低い状況である 。
日本では毎年、人口の5%から15%がインフルエンザに感染して医療機関を受診する。また日本でのインフルエンザの死亡者の8から9割は高齢者が占める。

### 超過死亡

米国における2018-2019年のインフルエンザ死亡率（年齢別）。

WHOは、ある時期にある伝染病が流行しなかった場合の死亡数推定値に対して実際の死亡数がどれだけ超えたか（その伝染病が主要な要因と推定される死亡数）を「超過死亡」と呼ぶことを提唱している。（定義自体で推測値を意味する。）

#### 米国
各シーズン（一冬）の推計値として数千人から数万人で、二年から三年の周期での増減が推測されている。比較的多い時期として、1996年から1998年の各シーズンにそれぞれ5万人程度とするCDCの推計があり、また2017年から2018年にかけてのシーズンで6万人程度とする推計がある。

#### 日本
各シーズンの推計値として数千人から数万人で、逢見・丸井によると1956−1957では5万人を超えたと推計され、その後も1960年台までは3万人を超えるシーズンが多かったが、1970年台後半からは2万人を超えなくなった。しかし1994-1995には4万人を超え、その後も2006年までで、数年に一度は2万人を超えている。感染研モデルによる別の推計では1994-1995は3万人弱とされ、1998−1999の4万人弱をピークに、その後は2万人を超えることはなく、2006年以降は数千人とされている。
2017年から2018年にかけてのシーズンについても、前シーズン比では多いと推測されているが、同じく数千人台であり日本全体での特別な増加は見られなかった。

### 日本における警報・注意報
国立感染症研究所が、全国の内科・小児科のある病院・診療所で定点調査を行い、公表している。感染症サーベイランス事業の一環として行われる。保健所ごとに基準値を設け患者数が一定数を超えると、大流行が発生または継続しているとみなし「警報レベルに達している」と発表される。流行の発生前で今後4週間以内に大きな流行が発生する可能性がある場合や流行発生後であるがまだ流行が終わっていない可能性がある場合は「注意報レベルに達している」と発表される。都道府県で個別に発表される警報とは異なるので注意が必要である。
2019年2月1日、厚生労働省は全国約5千カ所の定点医療機関から報告された最新の1週間（1月21～27日）の患者数が、1カ所あたり、57.09人だったと発表した。前週（53.91人）からさらに増え、現在の調査方法になった1999年以降で最多を更新した。全国の推計患者数は約222万6千人と増加している。

## 歴史

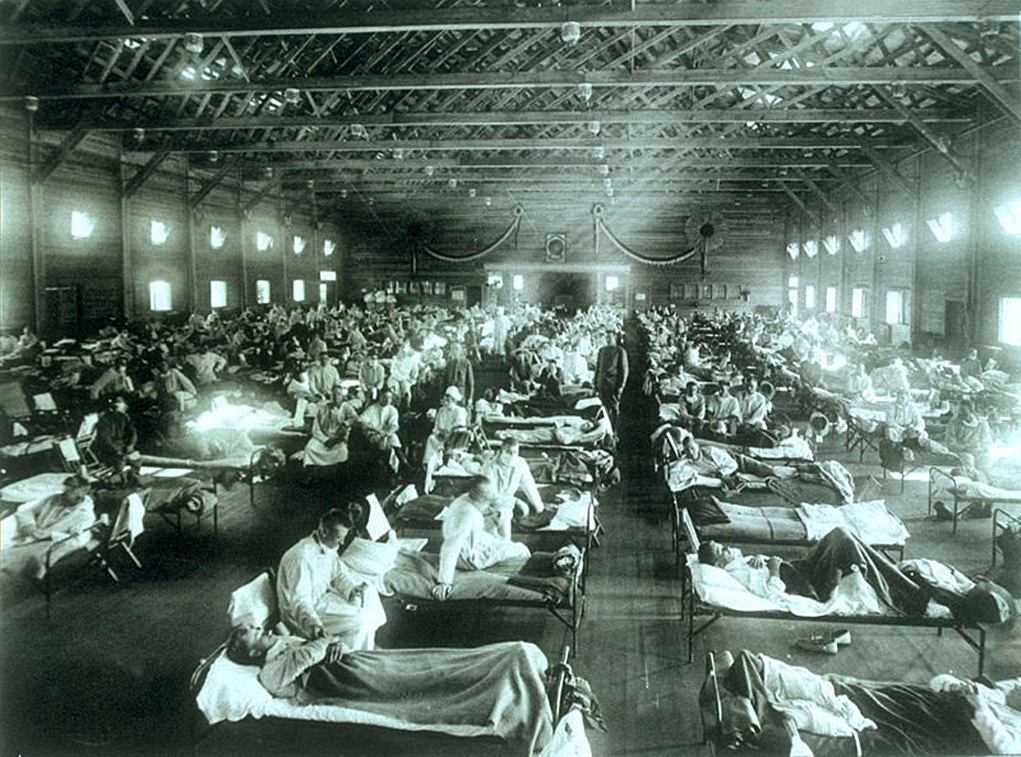
スペインかぜの患者でごった返すアメリカ軍の野戦病院

### 語源
「インフルエンザ」の語は16世紀のイタリアで名付けられた。当時は感染症が伝染性の病原体によって起きるという概念が確立しておらず、何らかの原因で汚れた空気（瘴気、ミアズマ）によって発生するという考え方が主流であった。冬季になると毎年のように流行が発生し春を迎える頃になると終息することから当時の占星術師らは天体の運行や寒気などの影響によって発生するものと考え、この流行性感冒の病名を、「影響」を意味するイタリア語「influenza」と名付けた。この語が18世紀にイギリスで流行した際に日常的語彙に持ち込まれ、世界的に使用されるようになった。これは現代でインターネット等で社会的影響の大きい人物を指す「インフルエンサー」と同じ言葉である。日本語では「インフルエンザ」の表記が定着しているが、イタリア語での発音は「インフルエンツァ」が近い。
日本では平安時代の貞観4年（862年）に近畿地方でインフルエンザらしき病気が流行したと記述が残っており、江戸時代には幾度か全国的に流行し、「お七かぜ」「谷風」「琉球風」「お駒風」など当時の世相を反映した名称で呼ばれた。古くから風邪、風疫とされており、悪い風が吹いて人々を病気にするという認識があった。幕末にはインフルエンザの名称が蘭学者より持ち込まれ、1835年、伊東玄朴は『医療正始』の2巻の翻訳で「印弗魯英撒」と当て字した。のちに流行性感冒（流感とも略す）と訳された。インフルエンザと呼ばれる以前は、歌舞伎や浄瑠璃の人気作「お染久松」の「染」に掛けて俗に「お染かぜ」と言った。惚れた恋風に見立てた。民家の玄関に「お染御免」「久松留守」といった張り紙をしたという（ロシアかぜも参照）。

## 動物におけるインフルエンザウイルス感染症
主に動物に感染するインフルエンザウイルス感染症であるが、インフルエンザウイルスの変異によって動物→ヒト、ヒト→ヒトへ感染することも懸念されている。「ヒト→ヒト」への伝染が確認されると新型インフルエンザと呼ばれる。
渡り鳥から人が直接感染することは起こりにくいとされるが、ニワトリやブタ等を経由して起こることが懸念される。おそらく元をたどれば渡り鳥由来とみられるが何らかの経路で、しばしばニワトリに鳥インフルエンザが発生することが日本でも観察される。感染にはまず動物の呼吸器表面にある糖を含む受容体にウイルスがつくのだが、ヒトのインフルエンザウイルス受容体は鳥のインフルエンザウイルス受容体とは異なる構造のため、つきにくいとされる。しかし、ブタは鳥インフルエンザウイルス受容体のみならず、人インフルエンザウイルス受容体も持っているため、遺伝子交雑を起こし、人間にも感染する新型インフルエンザが発生しやすくなるという。

### 鳥インフルエンザ
原因となるインフルエンザウイルスは人畜共通感染症 (zoonosis) であり、豚と鳥類に感染することが知られている。ヒトインフルエンザは、元は鳥インフルエンザウイルスが遺伝子変異して人間に感染するようになったと考えられている。
これらの動物と人間が密接な生活をしている中国南部の山村などでウイルス遺伝子の混合が起こり次々と変種が登場するものと推測されている。
鳥インフルエンザウイルスには20種ほどのタイプがあり、中でもH1, H2, H3, H5, H7, H9型が知られる。H1・H3型は人間に感染し、Aソ連型・A香港型として知られる。H5, H7, H9型は毒性が強いことで知られる。鳥から人への感染力は弱いと見られ、人への感染例は少ない。しかし感染者の死亡率は60–70%とSARSの10%を上回る。
2003年末から2004年初めにかけ韓国・香港・ベトナムと東アジアで大きな被害を出した鳥インフルエンザはH5N1型である。日本でも2004年1月に山口県で感染ニワトリが見つかったのを皮切りに、各地で鳥類への感染が報告されている。
日本で1925年に同様の被害を出したものはH7型といわれている。

### 馬インフルエンザ
馬に感染する呼吸器感染症。発見されると競馬の開催が不可能になることが多い。日本国内での馬インフルエンザは1971年12月に発見され、関東地区を中心に流行。それ以来競走馬へのワクチン接種が徹底されている。馬から人への感染はしない。

### 豚インフルエンザ
2009年4月、人が豚インフルエンザウイルスA型（H1N1型）に感染する例が確認された（2009年新型インフルエンザ）。

## 関連の感染症

### SARS
2002年から国際的に問題となった重症急性呼吸器症候群 (SARS) と流行時期・初期症状が類似しているため、2003年冬以降はSARSとの鑑別診断が大きな問題となる。初期に確実な診断をするためにも、接種を受けることでインフルエンザを除外しやすくすることが強く求められている。
SARSの原因はSARSコロナウイルスという全く別のウイルスである。

### インフルエンザ菌感染症
インフルエンザウイルスによる感染を細菌の感染と混同し、「インフルエンザ菌」という誤った呼称で用いられることがある。
一方で、北里柴三郎らが1892年に重症のインフルエンザ患者から分離したヘモフィルス・インフルエンザエ (Haemophilus influenzae) という細菌を「インフルエンザ菌」と呼ぶ（グラム陰性桿菌であり「インフルエンザ桿菌」とも呼ばれている）。院内感染でない市中肺炎の原因菌は、肺炎球菌に次いでインフルエンザ菌であることが多い。
当時はウイルスというものの存在は広く認知されておらず、ヘモフィルス・インフルエンザエという細菌がインフルエンザ感染症を引き起こしている病原体の候補であると考えられたが、コッホの原則に基づく証明ができなかった。1933年にインフルエンザウイルスこそが真の病原体であると証明されたことで、この細菌が病原体であるという仮説が否定された。ヘモフィルス・インフルエンザエはインフルエンザウイルスに感染し免疫力が低下した人に二次感染して症状を悪化させていたことが原因であったと考えられる。
インフルエンザ桿菌B型 (Hib) の乳幼児感染症は致死率や後遺症発生率が高いが、予防接種（Hibワクチン）で感染を防ぐことができる。世界100か国以上でHibワクチンは定期接種プログラムに組み入れられ、公費負担による接種が行われている。日本では、2007年1月に厚生労働省の承認を取得し、2008年12月から発売されている。